# Pagny-lès-Goin
Pagny-lès-Goin là một xã trong vùng Grand Est, thuộc tỉnh Moselle, quận Metz-Campagne, tổng Verny. Tọa độ địa lý của xã là 48° 58' vĩ độ bắc, 06° 13' kinh độ đông. Pagny-lès-Goin nằm trên độ cao trung bình là 220 mét trên mực nước biển, có điểm thấp nhất là 200 mét và điểm cao nhất là 266 mét. Xã có diện tích 5,17 km², dân số vào thời điểm 1999 là 163 người; mật độ dân số là 31 người/km². Xã nằm về phía đông nam của Metz.

## Thông tin nhân khẩu
| 1962 | 1968 | 1975 | 1982 | 1990 | 1999 |
| ---- | ---- | ---- | ---- | ---- | ---- |
| 144  | 156  | 136  | 119  | 108  | 163  |